# Pero boneta
Pero boneta là một loài bướm đêm trong họ Geometridae.